# Sucesso

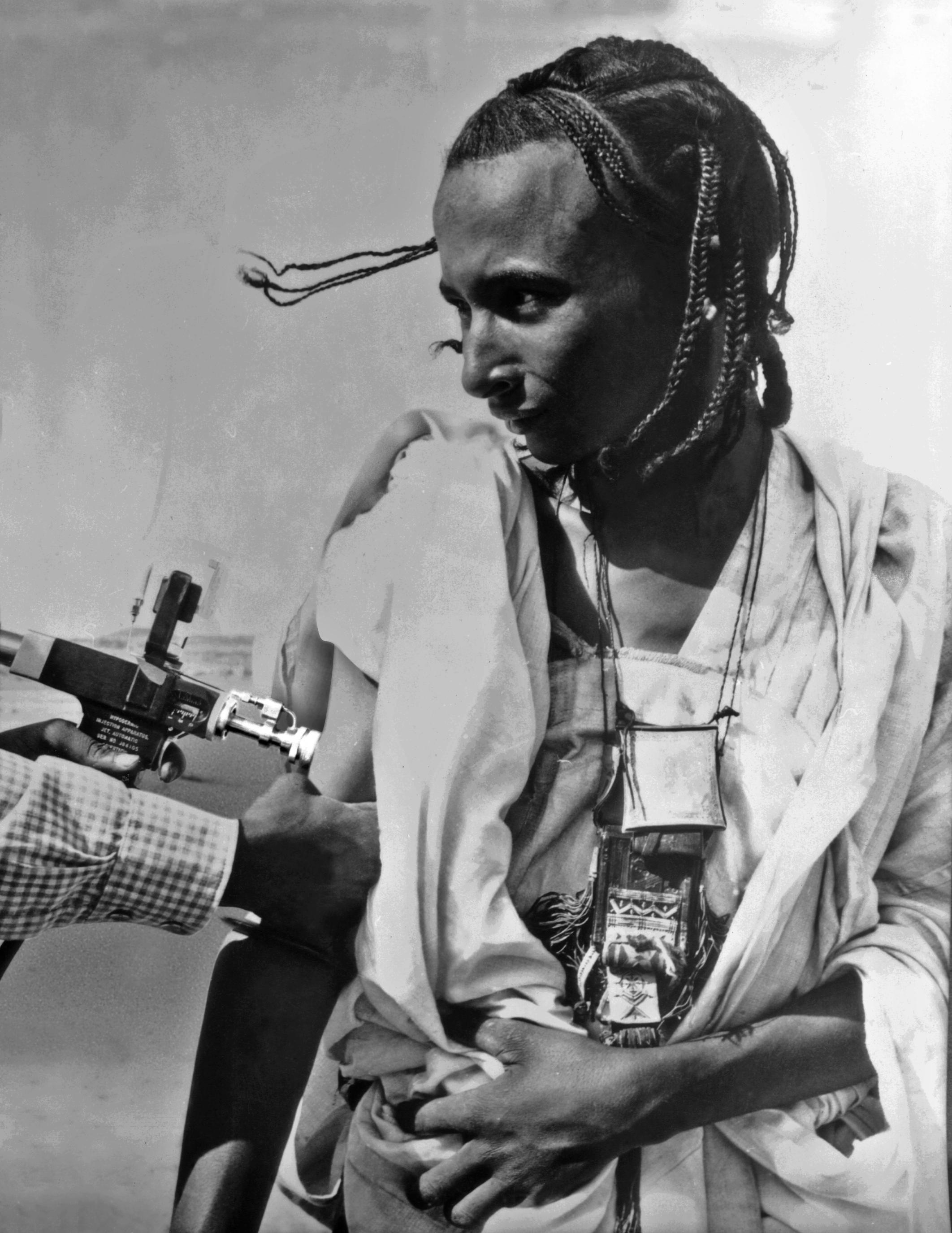
Um homem nigerino recebe a vacina contra a varíola em Fevereiro de 1969, como parte de um programa global que erradicou com sucesso a doença da população humana.

O sucesso é o estado ou condição de cumprimento de uma gama definida de expectativas. Pode ser visto como o oposto do fracasso. Os critérios para o sucesso dependem do contexto e podem ser relativos a um observador ou a sistema de crenças específico. Uma pessoa pode considerar um sucesso o que outra considera um fracasso, especialmente em casos de competição direta ou de jogo de soma zero. Da mesma forma, o grau de sucesso ou fracasso numa situação pode ser visto de forma diferente por observadores ou participantes distintos, de modo que uma situação que um considera um sucesso, outro pode considerar um fracasso, um sucesso mitigado ou uma situação neutra. Por exemplo, um filme que seja um fracasso comercial ou mesmo um êxito de bilheteira pode continuar a receber seguidores de culto, com a falta inicial de sucesso comercial emprestando até mesmo um toque de coolness subcultural.
Também pode ser difícil ou impossível determinar se uma situação cumpre os critérios de sucesso ou fracasso devido à definição ambígua ou mal definida desses critérios. Encontrar critérios, ou heurísticas, úteis e eficazes para julgar o fracasso ou o sucesso de uma situação pode ser, em si, uma tarefa significativa.

## Na cultura americana
DeVitis e Rich vinculam o sucesso à noção do Sonho americano. Eles observam que “[o] ideal de sucesso é encontrado no Sonho Americano, que é provavelmente a ideologia mais potente na vida americana” e sugerem que “os americanos geralmente acreditam em feitos, sucesso e materialismo”. Weiss, no seu estudo sobre o sucesso na psique americana, compara a visão americana do sucesso com o conceito de Max Weber da ética protestante do trabalho.

## Na biologia
A seleção natural é a variação na sobrevivência e reprodução bem-sucedidas dos indivíduos devido a diferenças no fenótipo. É um mecanismo chave da evolução, a mudança nas características hereditárias características de uma população ao longo das gerações. Charles Darwin popularizou o termo "seleção natural", contrastando-o com a seleção artificial, que na sua opinião é intencional, enquanto que a seleção natural não o é. Como Darwin expressou em 1859, a seleção natural é o “princípio pelo qual cada pequena variação [de uma característica], se útil, é preservada”. O conceito era simples, mas poderoso: os indivíduos melhor adaptados aos seus ambientes têm maior probabilidade de sobreviver e reproduzir-se. Enquanto houver alguma variação entre eles e essa variação for hereditária, haverá uma seleção inevitável de indivíduos com as variações mais vantajosas. Se as variações forem hereditárias, então o sucesso reprodutivo diferencial leva a uma evolução progressiva de populações específicas de uma espécie, e as populações que evoluem para serem suficientemente diferentes eventualmente tornam-se espécies diferentes.

## Na educação

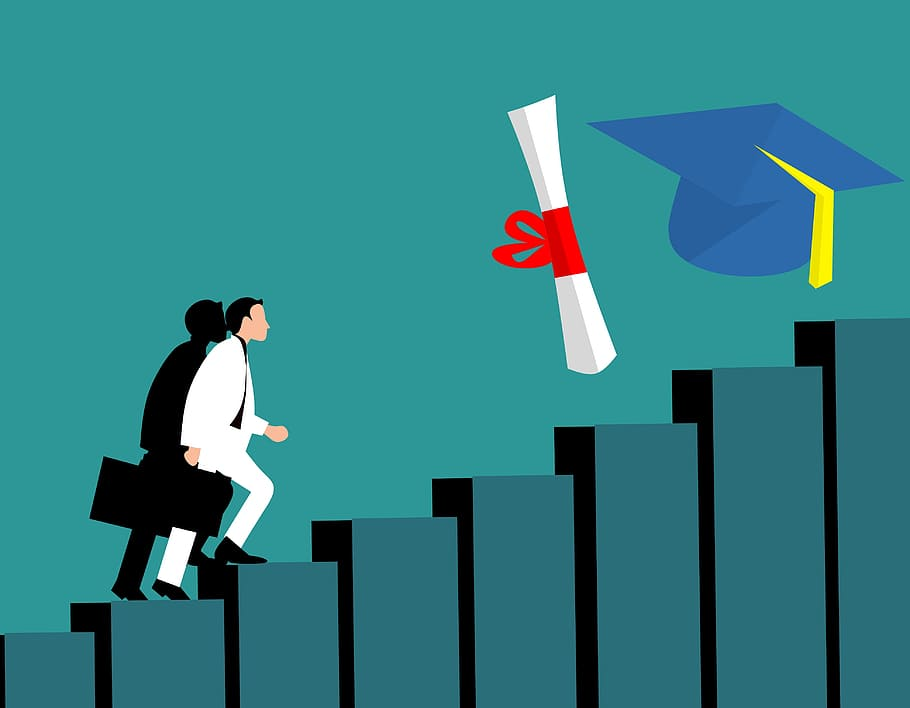
Imagem ilustrativa do sucesso académico.

O sucesso de um aluno dentro de um sistema educacional é frequentemente expresso por meio de notas. As notas podem ser dadas como números, letras ou outros símbolos. No ano de 1884, o Mount Holyoke College avaliava o desempenho dos alunos numa escala de 100 pontos ou percentagem e, em seguida, resumia essas notas numéricas atribuindo notas em letras a intervalos numéricos. Mount Holyoke atribuia notas de letras de A a E, com E indicando desempenho inferior a 75%. O sistema A – E espalhou-se para a Universidade de Harvard em 1890. Em 1898, Mount Holyoke ajustou o sistema de notas, adicionando uma nota F para reprovação (e ajustando as faixas correspondentes às demais letras). A prática de notas por letras expandiu-se mais amplamente nas primeiras décadas do século XX. Na década de 1930, a letra E foi retirada do sistema, por razões pouco claras.
Os próprios sistemas educativos podem ser avaliados com base no sucesso com que transmitem conhecimentos e competências. Por exemplo, o Programa Internacional de Avaliação de Alunos (PISA) é um estudo mundial da Organização para a Cooperação e Desenvolvimento Económico (OCDE) destinado a avaliar os sistemas educativos medindo o desempenho escolar dos alunos de 15 anos em matemática, ciências e leitura. Foi realizado pela primeira vez em 2000 e depois repetido a cada três anos.
Carol Dweck, psicóloga da Universidade de Stanford, investiga principalmente motivação, personalidade e desenvolvimento relacionados às teorias implícitas de inteligência, a sua principal contribuição para a educação é o livro de 2006, Mindset: The New Psychology of Success. O trabalho de Dweck apresenta a mentalidade como um contínuo entre a mentalidade fixa (a inteligência é estática) e a mentalidade de crescimento (a inteligência pode ser desenvolvida). A mentalidade de crescimento é um foco de aprendizagem que abraça desafios e apoia a persistência diante de contratempos. Como resultado da mentalidade construtiva, os indivíduos têm um maior sentido de livre arbítrio e são mais propensos a continuar a trabalhar em prol da sua ideia de sucesso, apesar dos contratempos.

## Nos negócios e na liderança
O livro de Malcolm Gladwell de 2008, Outliers: The Story of Success, sugere que a noção do self-made man é um mito. Gladwell argumenta que o sucesso de empreendedores como Bill Gates deve-se às suas circunstâncias, e não ao seu talento inato.
Andrew Likierman, ex-reitor da London Business School, argumenta que o sucesso é um termo relativo e não absoluto: o sucesso precisa de ser medido em relação aos objetivos declarados e às conquistas de pares relevantes: ele sugere que Jeff Bezos (Amazon) e Jack Ma (Alibaba) tem tido sucesso nos negócios “porque na época em que começaram haviam muitas empresas que aspiravam ao domínio que estas duas alcançaram”. Likierman apresenta quatro proposições relativas ao sucesso de uma empresa e à sua medição.
1. Não existe uma definição única de “uma empresa de sucesso” e nenhuma medida única de “sucesso da empresa”.
2. O lucro e o valor das ações não podem ser considerados diretamente como medidas do sucesso da empresa e requerem uma interpretação cuidadosa
3. O julgamento é necessário ao interpretar o desempenho passado e presente
4. O “sucesso da empresa” reflete uma interpretação de fatores-chave: não é um “facto”.[16]

## Na filosofia da ciência

Gráfico do espectro cósmico de fundo em micro-ondas medido pelo instrumento FIRAS no COBE, o espectro de corpo negro medido com mais precisão na natureza. As barras de erro são muito pequenas para serem vistas mesmo numa imagem ampliada e é impossível distinguir os dados observados da curva teórica.

As teorias científicas são frequentemente consideradas bem-sucedidas quando fazem previsões que são confirmadas por experiências. Por exemplo, os cálculos relativos ao Big Bang previram a radiação cósmica de fundo em micro-ondas e as abundâncias relativas de elementos químicos no espaço profundo (ver nucleossíntese do Big Bang), e as observações confirmaram estas previsões. As teorias científicas também podem alcançar o sucesso de forma mais indireta, sugerindo outras ideias que se revelem corretas. Por exemplo, Johannes Kepler concebeu um modelo do Sistema Solar baseado nos sólidos platónicos. Embora esta ideia fosse em si incorreta, motivou-o a prosseguir o trabalho que levou às descobertas hoje conhecidas como leis de Kepler, que foram fundamentais no desenvolvimento da astronomia e da física.

## Na probabilidade
Os campos da probabilidade e da estatística estudam frequentemente situações em que os eventos são rotulados como “sucessos” ou “fracassos”. Por exemplo, um ensaio de Bernoulli é uma experiência aleatória com exatamente dois resultados possíveis, “sucesso” e “fracasso”, em que a probabilidade de sucesso é sempre a mesma que a experiência é conduzida. O conceito leva o nome de Jacob Bernoulli, um matemático suíço do século XVII, que analisou-os no seu Ars Conjectandi (1713). O termo “sucesso”, neste sentido, consiste no resultado que atende a condições específicas, e não em qualquer julgamento moral. Por exemplo, a experiência poderia ser o ato de lançar um único dado, com o resultado de lançar um seis sendo declarado um "sucesso" e todos os outros resultados agrupados sob a designação de "fracasso". Supondo um dado justo, a probabilidade de sucesso seria então {\displaystyle 1/6}.

## Insatisfação com o sucesso
Embora a fama e o sucesso sejam amplamente procurados por muitas pessoas, as pessoas bem-sucedidas muitas vezes ficam descontentes com o seu status. No geral, existe uma correlação geral entre sucesso e infelicidade. Um estudo realizado em 2008 observa que a depressão dos diretores-executivos é mais do dobro da taxa do público em geral, sugerindo que este não é um fenómeno exclusivo das celebridades. A investigação sugere que as pessoas tendem a concentrar-se mais no sucesso objetivo (ou seja: status, riqueza, reputação) como referência para o sucesso, em vez do sucesso subjetivo (ou seja: autoestima, relacionamentos, introspeção moral) e, como resultado, ficam desiludidas com o sucesso que elas têm.